# Bisbat de Matamoros
El bisbat de Matamoros (castellà:  Diócesis de Matamoros, llatí: Dioecesis Matamorensis) és una seu de l'Església Catòlica a Mèxic, sufragània de l'arquebisbat de Monterrey, i que pertany a la regió eclesiàstica Noreste. L'any 2013 tenia 1.826.000 batejats sobre una població de 2.068.000 habitants. Actualment està regida pel bisbe Eugenio Andrés Lira Rugarcía.

## Territori
La diòcesi comprèn els següents municipis de la part nord-oriental de l'estat mexicà de Tamaulipas: Matamoros, Reynosa, Valle Hermoso, Río Bravo, Camargo, Díaz Ordaz, San Fernando i Méndez.
La seu episcopal és la ciutat de Matamoros, on es troba la catedral de la Mare de Déu del Refugi.
El territori s'estén sobre 19.457  km², i està dividit en 55 parròquies.

## Història
La diòcesi va ser erigida el 16 de febrer de 1958, mitjançant la butlla Haud inani del Papa Pius XII, prenent el territori de la diòcesi de Ciudad Victoria-Tamaulipas (avui bisbat de Tampico).
El 21 de desembre de 1964 i el 6 de novembre de 1989 cedí parts del seu territori a benefici de les ereccions dels bisbats, respectivament, de Ciudad Victoria i de Nuevo Laredo.

## Cronologia episcopal
- Estanislao Alcaraz y Figueroa (20 de gener de 1959 - 3 de març de 1968 nomenat bisbe de San Luis Potosí)
- Sabás Magaña García † (30 de desembre de 1968 - 7 de novembre de 1990 mort)
- Francisco Javier Chavolla Ramos (1 de juny de 1991 - 27 de desembre de 2003 nomenat bisbe de Toluca)
- Faustino Armendáriz Jiménez (4 de gener de 2005 - 20 d'abril de 2011 nomenat bisbe de Querétaro)
- Ruy Rendón Leal (16 de juliol de 2011 - 26 d'abril de 2016 nomenat arquebisbe de Hermosillo)
- Eugenio Andrés Lira Rugarcía, des del 22 de setembre de 2016

## Estadístiques
A finals del 2013, la diòcesi tenia 1.826.000 batejats sobre una població de 2.068.000 persones, equivalent al 88,3% del total.
| any  | població  | població  | població | sacerdots | sacerdots       | sacerdots       | sacerdots             | diaques | religiosos | religiosos | parròquies |
| ---- | --------- | --------- | -------- | --------- | --------------- | --------------- | --------------------- | ------- | ---------- | ---------- | ---------- |
| any  | batejats  | total     | %        | total     | clergat secular | clergat regular | batejats per sacerdot | diaques | homes      | dones      |            |
| 1966 | 515.000   | 575.000   | 89,6     | 51        | 38              | 13              | 10.098                |         | 23         | 90         | 27         |
| 1968 | 540.000   | 600.000   | 90,0     | 79        | 61              | 18              | 6.835                 |         | 33         | 111        | 29         |
| 1976 | 660.000   | 800.000   | 82,5     | 70        | 58              | 12              | 9.428                 |         | 24         | 130        | 42         |
| 1980 | 740.000   | 930.000   | 79,6     | 77        | 64              | 13              | 9.610                 | 1       | 16         | 132        | 46         |
| 1990 | 1.207.000 | 1.610.000 | 75,0     | 81        | 68              | 13              | 14.901                |         | 20         | 127        | 60         |
| 1999 | 1.392.044 | 1.739.492 | 80,0     | 88        | 78              | 10              | 15.818                |         | 10         | 98         | 50         |
| 2000 | 1.433.805 | 1.791.676 | 80,0     | 97        | 88              | 9               | 14.781                |         | 9          | 100        | 50         |
| 2001 | 1.505.495 | 1.881.260 | 80,0     | 96        | 89              | 7               | 15.682                |         | 8          | 80         | 47         |
| 2002 | 1.656.044 | 2.069.386 | 80,0     | 99        | 89              | 10              | 16.727                |         | 11         | 86         | 47         |
| 2003 | 2.844.090 | 3.070.306 | 92,6     | 123       | 111             | 12              | 23.122                | 4       | 12         | 79         | 52         |
| 2004 | 1.665.000 | 1.850.000 | 90,0     | 111       | 99              | 12              | 15.000                | 4       | 12         | 88         | 56         |
| 2013 | 1.826.000 | 2.068.000 | 88,3     | 113       | 104             | 9               | 16.159                | 5       | 12         | 114        | 55         |